# Xylodromus brunnipennis
Xylodromus brunnipennis är en skalbaggsart som först beskrevs av Stephens 1832.  Xylodromus brunnipennis ingår i släktet Xylodromus, och familjen kortvingar. Arten är reproducerande i Sverige.